# Cimetière du Calvaire (Minsk)
Pour les articles homonymes, voir Cimetière du Calvaire (homonymie).
Le cimetière du Calvaire (biélorusse: Кальварыйскiя могiлкi, russe: Кальварийское кладбище, polonais: cmentarz Kalwaryjski) est le cimetière le plus ancien qui soit conservé dans la ville de Minsk en Biélorussie. Il a une signification symbolique importante pour la communauté biélorusse et la communauté polonaise. De nombreux hommes politiques, poètes et artistes y sont inhumés.

## Histoire
Le cimetière du Calvaire était jusqu'au milieu du XIXe siècle un cimetière exclusivement catholique destiné d'abord à la population d'origine polonaise ou lituanienne. Il a été ouvert au XVIIIe siècle. La tombe la plus ancienne date de 1808.
Une chapelle catholique néogothique, dédiée à l'Exaltation de la Sainte-Croix, a été construite à l'entrée du cimetière en 1839-1841 pour remplacer une ancienne chapelle de bois de 1673. Elle était ouverte au culte pendant l'ère soviétique.
En 1967, les nouvelles inhumations sont interdites.
Les autorités locales prennent la décision au début des années 1990 d'inscrire le cimetière à l'inventaire du patrimoine architectural de Minsk, de le conserver et de le restaurer, mais la presse révèle un scandale de corruption en 2001 : des tombes anciennes étant détruites pour en vendre les emplacements.

## Caractéristiques
Le cimetière du Calvaire contient près de 30 000 sépultures. 

### Les carrés militaires
On trouve dans le cimetière du calvaire des tombes de soldats tombés au cours de différents conflits :
- des soldats de la Grande Armée napoléonienne y sont inhumés,
- des soldats prisonniers d'Autriche-Hongrie de la Première Guerre mondiale,
- des soldats polonais de la guerre entre la nouvelle république de Pologne et la Russie bolchévique de 1919-1920, ainsi que
- 142 soldats soviétiques de la Seconde Guerre mondiale.

### Le carré juif
Le carré juif comprend les sépultures de 3 000 Juifs du ghetto de Minsk (1943-1944).

## Personnalités inhumées
- Johann Christoff Dammel (1780-1840) peintre, enterré dans la crypte de la chapelle
- Vaslav Ivanovski (1880-1943), maire de Minsk
- Mateusz Lipski (1770-1839), évêque catholique polonais de Minsk

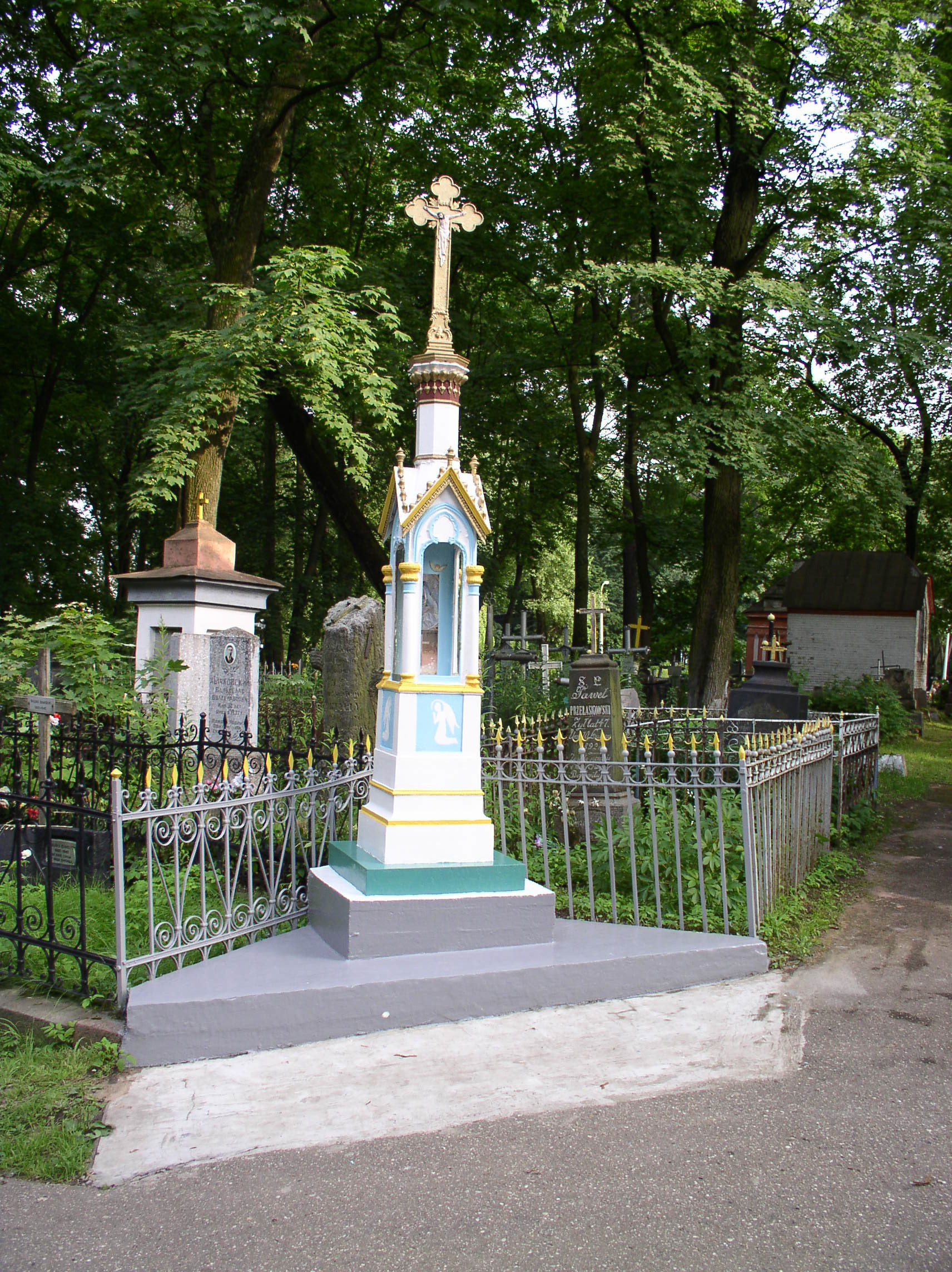
Calvaire polonais
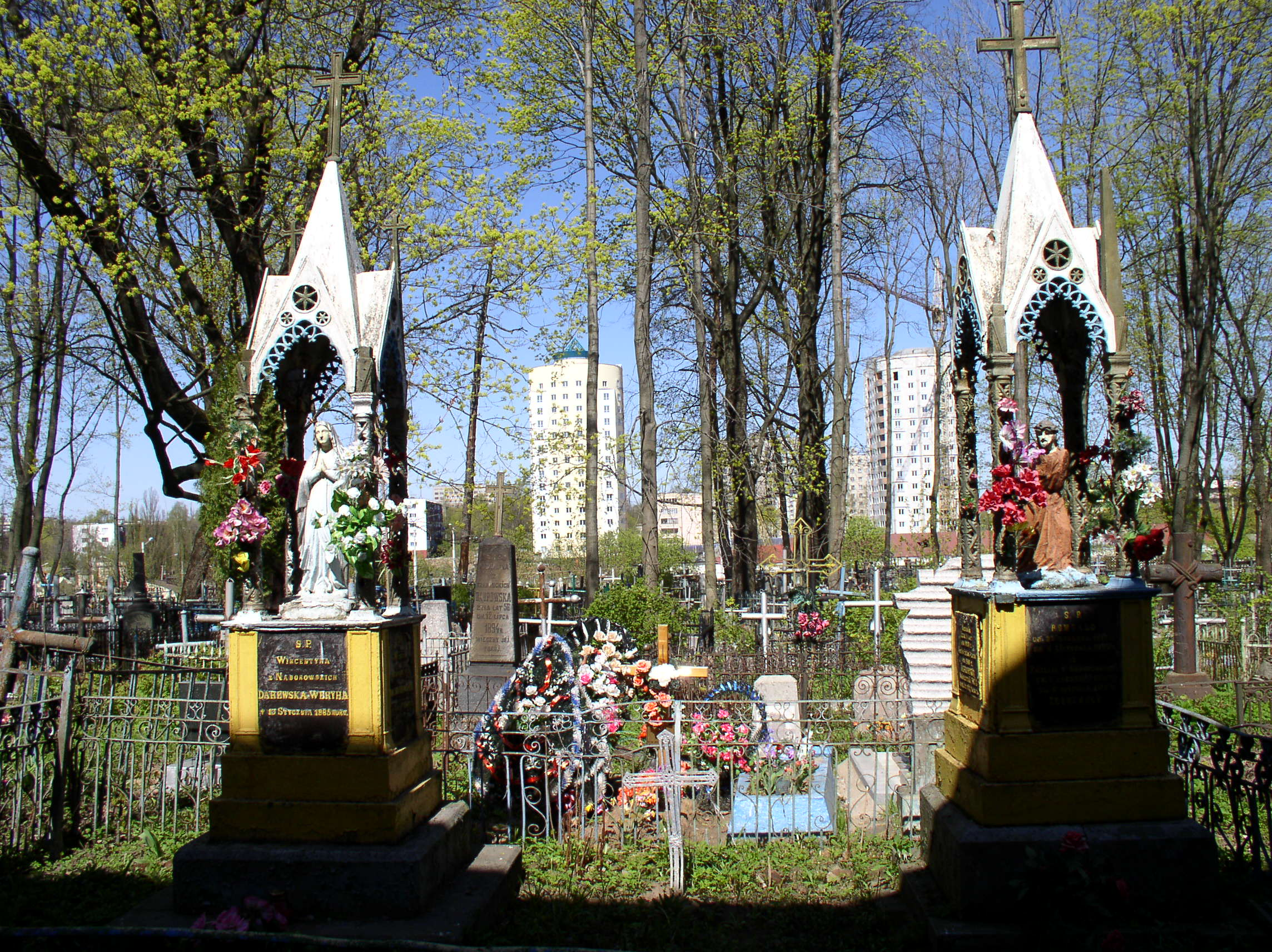
Tombes polonaises
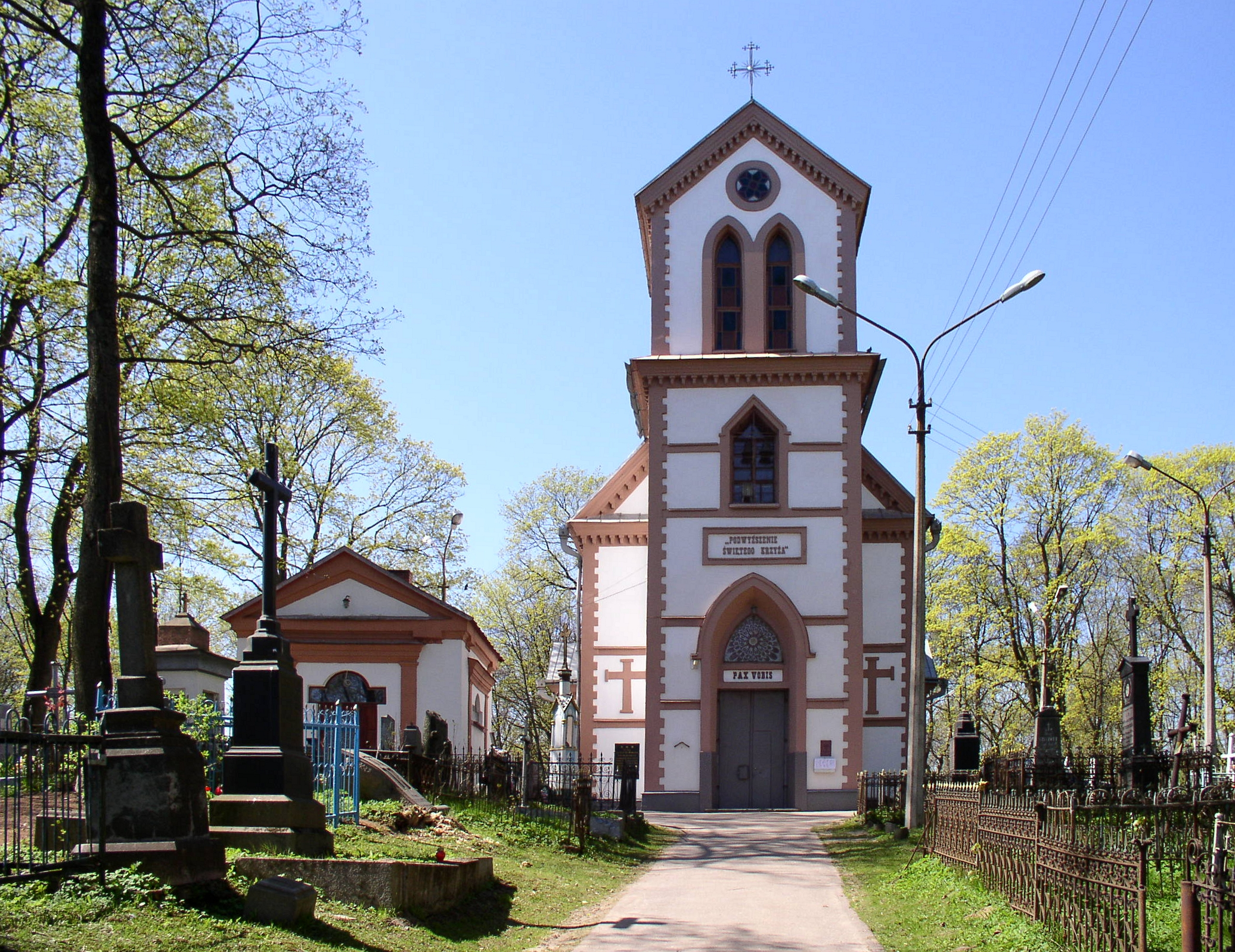
Chapelle catholique polonaise du cimetière